# Korup-Nationalpark
Der Korup-Nationalpark ist ein Nationalpark in Kamerun.

## Geographie
Der Nationalpark liegt im Südwesten Kameruns an der Grenze zu Nigeria. Er grenzt außerdem an den nigerianischen Cross-River-Nationalpark. Er ist 1250 km² groß und besteht größtenteils aus tropischem Tieflandregenwald.

## Geschichte
1984 wurde der Park gegründet und von Prince Charles 1990 eingeweiht. Entgegen den ursprünglichen Planungen wurden sechs innerhalb der Parkgrenzen liegende Dörfer nicht umgesiedelt. Durch den Park verlaufen Routen der Schmuggler nach Nigeria, Wilderei stellt ein so großes Problem dar, dass der WWF im Jahre 2004 seine Arbeit im Park eingestellt hat.
Im Park gibt es mehrere saubere Camps und gut begehbare Trails, der Schönste führt auf eine Felsengruppe, von der man einen wunderbaren Blick über den Regenwald hat.

## Flora

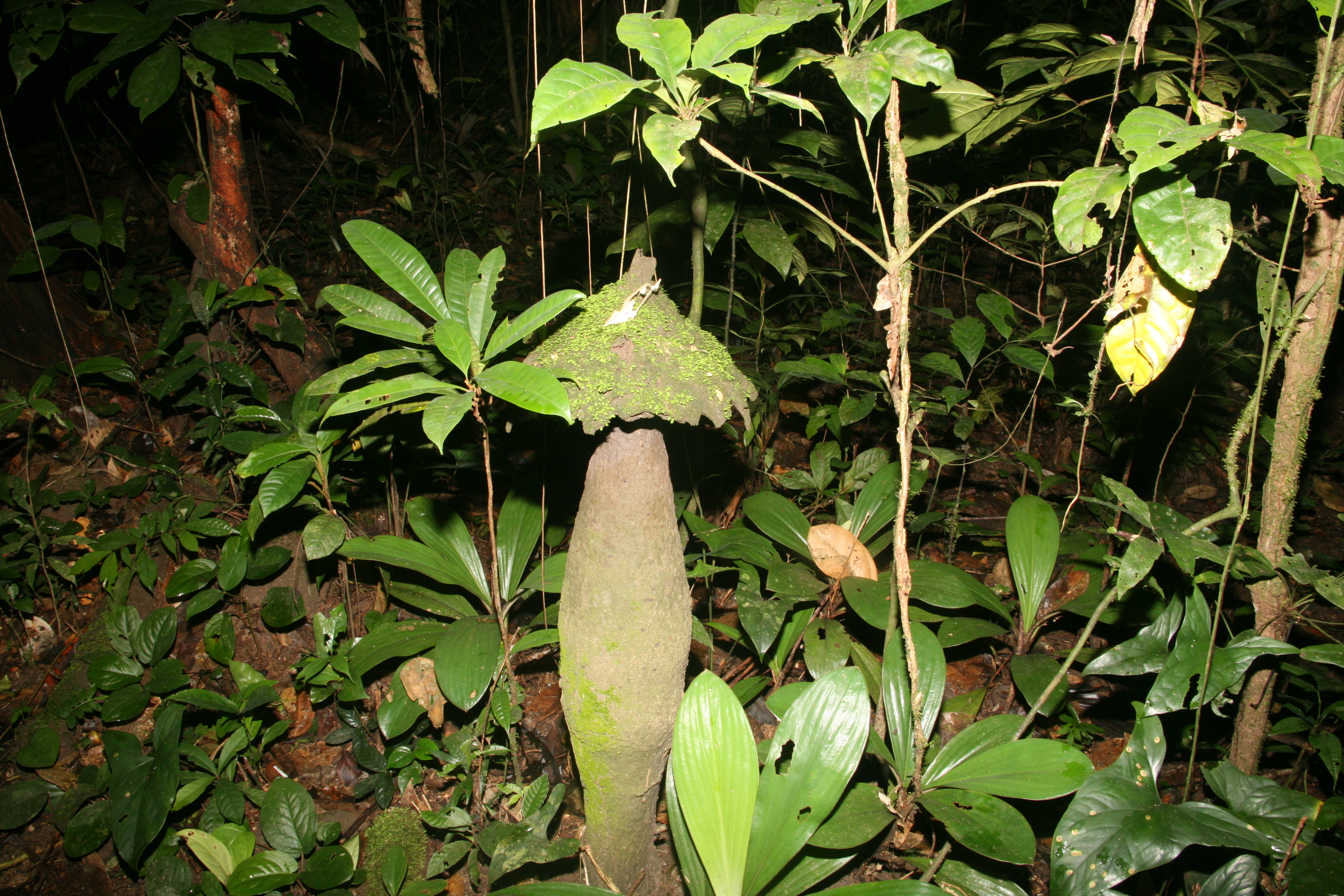
Termitenhügel im Wald von Korup

Im Korup-Nationalpark wurden 620 Arten von Bäumen und Sträuchern gezählt, unter anderem im Rahmen eines Projektes des Smithsonian Institutes. Die Walddichte ist mit teils 7500 Bäumen pro Hektar überaus hoch. Dazu gibt es noch fast 500 Arten von Kräutern und Lianen. Die Bäume können eine Höhe von bis zu 50 Metern erreichen. Einer der interessantesten gehört zur Familie der Leguminosen (Schmetterlingsblütengewächse) und heißt auf Lateinisch Microberlinia und ist durch seine riesigen Brettwurzeln auch ein touristisches Ziel.
Unter den Bäumen finden sich unter anderem Kolabäume (zum Beispiel Cola nitida), Ebenholzgewächse (zum Beispiel Diospyros pseudomespilus) und Hülsenfrüchtler (zum Beispiel Eurypetalum unijugum).
Im Jahre 1987 entdeckte das amerikanische National Cancer Institute eine interessante neue Pflanze im Korup-Nationalpark. Eine Liane, die Art Ancistrocladus korupensis, enthält den Wirkstoff Michellamin B, der das HI-Virus hemmen soll. Die monomeren Bausteine natürlich vorkommender Naphthylisochinolin-Alkaloid-Dimere des Michellamins B führen zu hoher Anti-HIV-1- und -HIV-2-Aktivität.

## Fauna
- Säugetiere

Im Korup-Nationalpark kommen 25 % aller afrikanischen Primaten-Spezies vor. Unter anderem findet man hier Schimpansen und die sehr seltenen Drills und Preuss-Stummelaffen, des Weiteren gibt es Vorkommen von Waldelefanten, Duckern, und Schuppentieren.
- Vögel

Hier leben rund 690 Vogelarten, darunter der Kronenadler. Er jagt unter anderem Affen, aber auch die Ducker des Parks werden häufig von ihm erbeutet.
- Sonstige

Des Weiteren gibt es Vorkommen von Papilio antimachus im Gebiet, einem der größten Schmetterlinge Afrikas.

## Interessenskonflikte
In unmittelbar angrenzenden Gebieten südlich des Korup-Nationalparks plant ein New Yorker Unternehmen, 70.000 Hektar Wald in Palmölplantagen umzuwandeln. Forscher kritisieren, dass dies Wanderwege von Wildtieren in den Nationalpark stören könne. Anwohner und Non-Profit-Organisationen wehren sich gegen diese Pläne. Zwei kamerunische Gerichte haben 2012 das Vorhaben für illegal erklärt.

## Trivia
Der Korup-Nationalpark diente im Jahr 1984 als Drehort für den mehrfach Oskar-nominierten Film Greystoke – Die Legende von Tarzan, Herr der Affen.